# ماجراهای تازه هاکلبری فین
ماجراهای تازه هاکلبری فین (به انگلیسی: The New Adventures of Huckleberry Finn) عنوان مجموعه تلویزیونی بود که در سال‌های ۱۹۶۸ و ۱۹۶۹ میلادی در آمریکا پخش شد.

## خلاصه
داستان دربارهٔ سه دوست به نام‌های هاکلبری فین، تام سایر و بکی تاچر است. طبق داستان اصلی هاکلبری فین، وقتی هاک، جو سرخپوسته را در حال کشتن یک نفر می‌بیند، در دادگاه علیه او شهادت می‌دهد ولی جو سرخپوسته از دست مأموران فرار می‌کند و دنبال هاک و دوستانش می‌گردد؛ که آن‌ها را ازبین ببرد.
مسئله جالب این مجموعه این است که اولین قسمت آن (که در اول قسمت‌های دیگر آن نیز پخش می‌شود) به صورت فیلم است و قسمت‌های بعدی این مجموعه غیر از این سه دوست، بقیه شخصیت‌ها به صورت انیمیشن می‌باشد؛ و در هر قسمت جو سرخپوسته به صورت شخصیت منفی (به اسم دیگر ولی با شکل و شمایل جو سرخپوسته) در داستان حضور دارد.

## بازیگران

تام سایر، بکی تاچر، هاکلبری فین

- مایکل شی (به انگلیسی: Michael Shea) در نقش هاکلبری فین
- لوآن هاسلم (به انگلیسی: LuAnn Haslam) در نقش بکی تاچر
- کوین شولتز(به انگلیسی: Kevin Schultz) در نقش تام سایر
- تد کسیدی (به انگلیسی: Ted Cassidy) در نقش جو سرخپوسته
- تعداد قسمت‌ها ۲۰